# 충격파 포착 방법
충격파 포착 방법(Shock-capturing method)은 비점성 흐름에서 발생하는 충격파를 계산하는 기법이다. 충격파는 조심스럽게 계산하지 않으면 결과가 부정확하게 된다.

## 같이 보기
- 랭킨-위고니오 방정식